# Montgenèvre
Montgenèvre är en kommun i departementet Hautes-Alpes i regionen Provence-Alpes-Côte d'Azur i sydöstra Frankrike. Kommunen ligger  i kantonen Briançon-Nord som ligger i arrondissementet Briançon. År 2022 hade Montgenèvre 459 invånare.

## Befolkningsutveckling
Antalet invånare i kommunen Montgenèvre
Referens:INSEE